# ワールドラグビーランキング
| ワールドラグビー男子ランキング 上位30チーム（2025年4月14日時点） | ワールドラグビー男子ランキング 上位30チーム（2025年4月14日時点） | ワールドラグビー男子ランキング 上位30チーム（2025年4月14日時点） | ワールドラグビー男子ランキング 上位30チーム（2025年4月14日時点） |
| 順位                                                             | 変動*                                                            | チーム                                                           | ポイント                                                         |
| ---------------------------------------------------------------- | ---------------------------------------------------------------- | ---------------------------------------------------------------- | ---------------------------------------------------------------- |
| 1                                                                | 増減なし                                                         | 南アフリカ共和国                                                 | 092.78                                                           |
| 2                                                                | 増減なし                                                         | ニュージーランド                                                 | 090.36                                                           |
| 3                                                                | 増減なし                                                         | アイルランド                                                     | 089.83                                                           |
| 4                                                                | 増減なし                                                         | フランス                                                         | 089.51                                                           |
| 5                                                                | 増減なし                                                         | アルゼンチン                                                     | 084.97                                                           |
| 6                                                                | 増減なし                                                         | イングランド                                                     | 084.73                                                           |
| 7                                                                | 増減なし                                                         | スコットランド                                                   | 082.36                                                           |
| 8                                                                | 増減なし                                                         | オーストラリア                                                   | 081.52                                                           |
| 9                                                                | 増減なし                                                         | フィジー                                                         | 080.07                                                           |
| 10                                                               | 増減なし                                                         | イタリア                                                         | 077.77                                                           |
| 11                                                               | 増減なし                                                         | ジョージア                                                       | 074.69                                                           |
| 12                                                               | 増減なし                                                         | ウェールズ                                                       | 073.39                                                           |
| 13                                                               | 増減なし                                                         | 日本                                                             | 072.95                                                           |
| 14                                                               | 増減なし                                                         | サモア                                                           | 072.68                                                           |
| 15                                                               | 増減なし                                                         | アメリカ合衆国                                                   | 070.02                                                           |
| 16                                                               | 増減なし                                                         | スペイン                                                         | 067.34                                                           |
| 17                                                               | 増減なし                                                         | ウルグアイ                                                       | 067.06                                                           |
| 18                                                               | 増減なし                                                         | ポルトガル                                                       | 066.44                                                           |
| 19                                                               | 増減なし                                                         | トンガ                                                           | 065.46                                                           |
| 20                                                               | 増減なし                                                         | ルーマニア                                                       | 064.61                                                           |
| 21                                                               | 増減なし                                                         | チリ                                                             | 061.72                                                           |
| 22                                                               | 増減なし                                                         | ベルギー                                                         | 059.98                                                           |
| 23                                                               | 増減なし                                                         | カナダ                                                           | 059.49                                                           |
| 24                                                               | 増減なし                                                         | 香港                                                             | 059.18                                                           |
| 25                                                               | 増減なし                                                         | ナミビア                                                         | 057.87                                                           |
| 26                                                               | 増減なし                                                         | ジンバブエ                                                       | 057.16                                                           |
| 27                                                               | 増減なし                                                         | オランダ                                                         | 057.01                                                           |
| 28                                                               | 増減なし                                                         | ブラジル                                                         | 056.53                                                           |
| 29                                                               | 増減なし                                                         | スイス                                                           | 055.26                                                           |
| 30                                                               | 1                                                                | ポーランド                                                       | 054.06                                                           |
| *前週からの変動                                                  |                                                                  |                                                                  |                                                                  |

ワールドラグビーランキング (英語: World Rugby Rankings) は、ワールドラグビーが発表しているラグビーユニオンのナショナルチームのランキング。テストマッチの成績をポイント化し、各ナショナルチーム別の競争力を表している。このランキングシステムは、ラグビーワールドカップ2003の開催1か月ほど前より導入されており、2003年9月8日に最初のランキングが発行された。2016年には女子も開始。
なお、この項目ではポイントによるランキングとは別に、ランキング実施前から行われている「ティア」（階層制）についても解説する。

## 男子ランキング

### ランキング（ポイント制）
ランキングの基準になるポイントは下限0点、上限100点の範囲内で評価を受ける。ランキングトップのチームは90点前後で推移しており、これまでの最高点は2016年10月10日にニュージーランドが記録した96.57点となっている。また、ワールドラグビーに加盟したばかりのユニオンチームは10試合のテストマッチの経験を経て自動的に30点のポイントが付与されてランキング入りする。一方でテストマッチを含む試合を2年間行っていないユニオンチームはポイントが剥奪されてランキング外となるが、再び試合を行うことでポイントが復活し、そのポイントを基準に復活時点でのランキングが決定される。
直近のチーム状況をよりリアルに反映されることが目的としていることからポイントシステムは後述の「ポイント交換制」を使用して計算され、試合結果に基づいてポイントを受け取る仕組みになっている。交換は各ユニオンチームの試合結果やランキングに基づいており、これにホームアドバンテージの手当が与えられている。ランキング差があり、かつ下のチームが上のチームに勝利するとランキングが大幅に変動することがある。
更新は原則毎週月曜であるが、ラグビーワールドカップ開催期間は出場国を基準に試合毎に行われる。

#### ポイント交換方法
たとえば国際試合でホームのチームYとアウェーのチームZが対戦すると、以下の交換に基づいた計算が実施される。
1. 試合前のポイントランキングスコアをチームYに取り込む。チームYはホームのためアドバンテージとして3点が加算され、そのポイントが「チームYの修正前マッチポイントランキングスコア（以下「ポイントY」）」となる。
2. 試合前のポイントランキングスコアをチームZに取り込み。チームZはアウェーのためホームアドバンテージが加算されず、試合前のポイントがそのまま「チームZの修正前マッチポイントランキングスコア（以下「ポイントZ」）」となる。
3. チームYとチームZの修正前マッチポイントランキングスコアの差を計算（以下スコア差の値を「差分A」とする）。
4. 上記ポイントに基づき後述の表による計算が行われ、計算結果のポイント（但し、結果のポイントがポイント上限を超えた場合はポイント上限の値が適用）が負けたチームから勝ったチームへ移動される。
5. 引き分けの場合はホームアドバンテージを加味したポイント上位のチームからポイント下位のチームへ移動となる。

ポイント計算方法
| 結果                      | 計算方法                      | ポイント上限 |
| ------------------------- | ----------------------------- | ------------ |
| Yチームが16点差以上で勝利 | (10+ポイントZ－ポイントY)×0.3 | 6            |
| Yチームが15点差以内で勝利 | (10+ポイントZ－ポイントY)×0.2 | 4            |
| 引き分け                  | 差分Ax0.2                     | 2            |
| Zチームが15点差以内で勝利 | (10+ポイントY－ポイントZ)×0.2 | 4            |
| Zチームが16点差以上で勝利 | (10+ポイントY－ポイントZ)×0.3 | 6            |

| 結果                      | 計算方法                       | ポイント上限 |
| ------------------------- | ------------------------------ | ------------ |
| Yチームが16点差以上で勝利 | (10+ポイントZ－ポイントY)×0.15 | 3            |
| Yチームが15点差以内で勝利 | (10+ポイントZ－ポイントY)×0.1  | 2            |
| 引き分け                  | 差分Ax0.2                      | 1            |
| Zチームが15点差以内で勝利 | (10+ポイントY－ポイントZ)×0.1  | 2            |
| Zチームが16点差以上で勝利 | (10+ポイントY－ポイントZ)×0.15 | 3            |

上記計算方法では上位チームと下位チームの差が10点差以上あり、かつ上位チームが勝利した場合負の数になる。この場合はポイントの交換は実施されず、試合前と同じポイントに据え置かれる。

#### 計算方法の例
１：通常のポイント交換
例としてラグビーワールドカップ2019のプールA「日本対スコットランド」（2019年10月13日）を基に説明する。
- 試合前のポイントは日本が80.70であるがホームアドバンテージとして3点が加算され83.70となる。一方スコットランドの試合前ポイントは80.62のため、日本とスコットランドのポイント差は3.08となる。
- この試合は日本が7点差で勝利。表に基づいた計算によって（10＋80.62－83.70）×0.2≒1.38が日本に加算され、試合後日本のポイントは80.70＋1.38≒82.08となる。
- 逆にスコットランドは日本へ約1.38ポイントを渡したため、80.62－1.38≒79.23[注 1]となる。

２：ポイント差が10点以上あり、かつ上位チームが下位チームに勝利した場合
例としてラグビーワールドカップ2019のプールA「日本対サモア」（2019年10月5日）を基に説明する。
- 試合前のポイントは日本が80.70であるがホームアドバンテージとして3点が加算され83.70となる。一方サモアの試合前ポイントは70.80で、ポイント差は12.9となる。
- この試合は日本が19点差で勝利したが、表に基づいた計算では（10＋70.80－83.70）×0.3＝-0.87と負数になることからポイントの交換は実施されず、両チームとも試合前のポイントと同じである。

３：計算に基づく獲得ポイントが上限を超える場合
例としてラグビーワールドカップ2015のプールB「日本対南アフリカ」（2015年9月19日）を基に説明する。
- 試合前のポイントは日本が72.06、南アフリカは85.15。ともにホームアドバンテージなしのためポイント差は13.06となる。
- この試合は日本が2点差で勝利。表に基づいた計算では（10＋85.15－72.06）×0.2≒4.60となる。
- 但し2015年当時のポイント上限は4のため南アフリカから日本へ渡るポイントは4点となり、日本は72.06＋4＝76.06、南アフリカは85.15－4＝81.15となる。

例４：引き分け時のポイント交換
例としてラグビーワールドカップ2011のプールA「日本対カナダ」（2011年9月27日）を基に説明する。
- 試合前のポイントは日本が69.62、カナダは73.74。ともにホームアドバンテージなしのためポイント差は4.12となる。
- 試合結果は引き分けのため、4.12×0.2≒0.82が上位のカナダから下位の日本へ渡り、試合後日本は69.62＋0.82≒70.45[注 1]、カナダは73.74－0.82≒72.92となる。

なお、ラグビーワールドカップ2019では令和元年東日本台風の影響で3試合が中止となり当該試合は引き分け扱い（勝ち点2を付与）となったが、ランキングのポイント交換は試合が実施された場合に限られるため、上位から下位へのポイント移動は発生しない。

#### 過去のルール
ポイント交換そのものについてはランキングが設定されてから変化はないが、新規参入時のルールは以下の通りであった。
- 2007年までは1987年の成績から遡って計算を行う。1987年時点で加盟しているチームは80点を基準とし、1988年以降に加盟したチームは1987年を基準に1年につき2点ずつポイントを引いた値を基準とする。（例：1988年は78点から、1992年加盟は70点から、1997年加盟は60点から）。
- 2007年から2012年までに加盟したチームは40点からスタートする。

## 男子ワールドラグビーのティア（階層制）
世界ランキング（ワールドラグビーランキング）とは別に、単に強さだけで区分されるのではなく、伝統や格式を考慮して、ティア1からティア3の3つの階級（英: tier; 階層）グループに分けられている。
上位ティアは下位ティアに対し、以下の優遇措置が挙げられる。
- 毎年行われるテストマッチ（国際試合）では、同一ティア内での戦いが基本とされている。そのため強豪国と定期的に戦いたいのであればティア1に入る必要がある[4]。
- ワールドラグビーの選挙等において持ち票に格差が設けられている。ティア1のナショナルチームが所属する協会はそれぞれの大陸連盟より多くの票数を所有している一方、ティア2の一部およびティア3のナショナルチームが所属する協会は直接選挙権を所有していない[5]。
- その他ワールドラグビーの収益配分や国際大会の開催地などでティアが上位のナショナルチームが所属する協会が優遇される。

下位ティアから上位ティアへ上がるためにはランキング以外に貢献や取組、実績などが考慮されたうえでワールドラグビーの承認が必要となる。これまでティア2からティア1へ昇格したユニオンチームとしてラグビーアルゼンチン代表の例がある。また、2020年5月にラグビー日本代表がアジア初のティア1入りすることが一部報道で報じられている。
2023年5月、ワールドラグビーは定款の第9条4項「評議会の議決権」を変更し、これまでのティア1を改めハイパフォーマンスユニオンとし、日本をハイパフォーマンスユニオンに含めて3票の議決権を与えることを決定した。

### ハイパフォーマンスユニオン（旧・ティア1）
ハイパフォーマンスユニオンはラグビー強豪国に位置付けられ、2023年5月時点で旧ティア1に属していた「シックス・ネイションズ（欧州6カ国対抗）」の6カ国と、「ザ・ラグビーチャンピオンシップ」の南半球4カ国、2023年5月より日本を含めた11カ国で構成されている。
| ナショナルチーム | 所属大陸連盟 | 参加国際ラグビー大会             | ワールドカップ最高位                                                               | 世界ランク歴代最高順位 |
| ---------------- | ------------ | -------------------------------- | ---------------------------------------------------------------------------------- | ---------------------- |
| イングランド     | ヨーロッパ   | シックス・ネイションズ           | 優勝（2003年）                                                                     | 1位                    |
| アイルランド     | ヨーロッパ   | シックス・ネイションズ           | ベスト8（1987年、1991年、1995年、2003年、2011年、2015年、2019年、2023年）          | 1位                    |
| ウェールズ       | ヨーロッパ   | シックス・ネイションズ           | 3位（1987年）                                                                      | 1位                    |
| スコットランド   | ヨーロッパ   | シックス・ネイションズ           | 4位（1999年）                                                                      | 5位                    |
| フランス         | ヨーロッパ   | シックス・ネイションズ           | 準優勝（1987年、1999年）                                                           | 2位                    |
| イタリア         | ヨーロッパ   | シックス・ネイションズ           | ベスト12（1987年、1991年、1995年、2003年、2007年、2011年、2015年、2019年、2023年） | 8位                    |
| ニュージーランド | オセアニア   | ザ・ラグビーチャンピオンシップ   | 優勝（1987年、2011年、2015年）                                                     | 1位                    |
| オーストラリア   | オセアニア   | ザ・ラグビーチャンピオンシップ   | 優勝（1991年、1999年）                                                             | 2位                    |
| 南アフリカ共和国 | アフリカ     | ザ・ラグビーチャンピオンシップ   | 優勝（1995年、2007年、2019年、2023年）                                             | 1位                    |
| アルゼンチン     | スダメリカ   | ザ・ラグビーチャンピオンシップ   | 3位（2007年）                                                                      | 3位                    |
| 日本             | アジア       | パシフィック・ネイションズカップ | ベスト8（2019年）                                                                  | 6位                    |

ハイパフォーマンスユニオンは国際試合での同階級の国同士で好カードが確保されるほか、所属する各国の協会はワールドラグビーの選挙で各3票の投票権を持つ。
アイルランド、イタリア、日本を除く8ヶ国はワールドカップでベスト4以上の経験を持つ。アイルランドはランキング1位の経験があり、イタリアは決勝トーナメントに進出したことがないが次大会の出場権が与えられるグループリーグ3位になることが多く、ティア2に所属するヨーロッパ地区のユニオンチームよりは上位に位置する。日本はティア2時代の2015年にはグループリーグ3位、2019年の自国開催でベスト8に入るなど近年好成績を果たしており、2016年の時点でティア1入りが近いとされていた。

### ティア2
ティア2はラグビー中堅国に位置付けられ、2023年5月時点で12ヶ国が指定されている。ワールドカップには出場しているがグループリーグを突破する実力のないチームとされている。これまでに現ティア2でグループリーグを突破し決勝トーナメントに進出したのは3チーム（サモア、フィジー、カナダ）のみで、いずれもベスト8で敗退している。下記のうちアジア・オセアニア・北米カリブに所属する5チームはハイパフォーマンスユニオン入りした日本を含めて「パシフィック・ネイションズカップ」を構成している。
| ナショナルチーム | 所属大陸連盟 | 参加国際ラグビー大会             | ワールドカップ最高位（ベスト12以上、太字は決勝トーナメント進出年） | 世界ランク歴代最高順位 |
| ---------------- | ------------ | -------------------------------- | ------------------------------------------------------------------ | ---------------------- |
| サモア           | オセアニア   | パシフィック・ネイションズカップ | ベスト8（1991年、1995年、1999年）                                  | 7位                    |
| トンガ           | オセアニア   | パシフィック・ネイションズカップ | ベスト12（1995年、1999年、2007年、2011年）                         | 9位                    |
| フィジー         | オセアニア   | パシフィック・ネイションズカップ | ベスト8（1987年、1999年、2007年、2023年）                          | 8位                    |
| アメリカ合衆国   | 北米カリブ   | パシフィック・ネイションズカップ | ベスト12（1987年）                                                 | 12位                   |
| カナダ           | 北米カリブ   | パシフィック・ネイションズカップ | ベスト8（1991年）                                                  | 11位                   |
| ウルグアイ       | スダメリカ   |                                  | ベスト12（1999年）                                                 | 14位                   |
| スペイン         | ヨーロッパ   |                                  | 16位                                                               |                        |
| ジョージア       | ヨーロッパ   | ベスト12（2015年）               | 11位                                                               |                        |
| ポルトガル       | ヨーロッパ   |                                  | 16位                                                               |                        |
| ルーマニア       | ヨーロッパ   | ベスト12（1987年、1991年）       | 13位                                                               |                        |
| ロシア           | ヨーロッパ   |                                  | 16位                                                               |                        |
| ナミビア         | アフリカ     |                                  | 18位                                                               |                        |

ティア2は国際試合での同階級の国同士でカードが確保されるが、ティア1との試合には制限がある。また、ユニオンチームが所属する協会はワールドラグビーの選挙の投票権は成績や実績に応じで0票から3票が与えられ、2020年5月に実施されたワールドラグビー会長選では以下の通りに分配されている。
- 3票：（なし）
- 2票：（日本）
- 1票：サモア、フィジー、アメリカ合衆国、カナダ、ウルグアイ、ルーマニア、ジョージア
- 0票：トンガ、スペイン、ポルトガル、ロシア、ナミビア

ワールドカップの開催も2015年まではティア1の国のみであったが、2019年に日本が初めてティア2での開催国になった。
2016年の時点で日本以外ではフィジー、ジョージアがティア1に近いとされていた。

### ティア3
ティア3は発展国に位置付けられ、ワールドカップに出場したことがない、または直近で出場していないが、強化に熱心なチームとされている。さらにティア3はワールドカップ最終予選に出場している「Development One」（10チーム）とそれ以外の「Development Two」に分けられる。
| 所属大陸連盟 | ナショナルチーム | ナショナルチーム | ナショナルチーム |
| ------------ | ---------------- | ---------------- | ---------------- |
| アジア       | 香港             | 韓国             | マレーシア       |
| オセアニア   | （なし）         | （なし）         | （なし）         |
| 北米カリブ   | （なし）         | （なし）         | （なし）         |
| スダメリカ   | ブラジル         | チリ             |                  |
| ヨーロッパ   | ベルギー         | ドイツ           |                  |
| アフリカ     | ジンバブエ       | コートジボワール | ケニア           |

上記のうち、ジンバブエ、コートジボワール、チリの3ヶ国はワールドカップ出場経験あり。
ハイパフォーマンスユニオンおよびティア2との試合に制限が発生するほか、ワールドラグビーの選挙では各国協会の投票権を持たず、6つの大陸連盟が保有する各2票に委ねられる。

## 女子ランキング
| ワールドラグビー 女子ランキング   | ワールドラグビー 女子ランキング | ワールドラグビー 女子ランキング | ワールドラグビー 女子ランキング |
| --------------------------------- | ------------------------------- | ------------------------------- | ------------------------------- |
| 上位20チーム（2025年4月14日時点） |                                 |                                 |                                 |
| 順位                              | 変動*                           | チーム                          | ポイント                        |
| 1                                 | 増減なし                        | イングランド                    | 097.56                          |
| 2                                 | 増減なし                        | カナダ                          | 089.31                          |
| 3                                 | 増減なし                        | ニュージーランド                | 088.64                          |
| 4                                 | 増減なし                        | フランス                        | 085.92                          |
| 5                                 | 増減なし                        | アイルランド                    | 078.98                          |
| 6                                 | 増減なし                        | オーストラリア                  | 078.10                          |
| 7                                 | 増減なし                        | スコットランド                  | 075.41                          |
| 8                                 | 増減なし                        | イタリア                        | 074.67                          |
| 9                                 | 増減なし                        | アメリカ合衆国                  | 074.20                          |
| 10                                | 増減なし                        | ウェールズ                      | 072.31                          |
| 11                                | 増減なし                        | 日本                            | 066.41                          |
| 12                                | 増減なし                        | 南アフリカ共和国                | 066.18                          |
| 13                                | 増減なし                        | スペイン                        | 065.59                          |
| 14                                | 増減なし                        | サモア                          | 060.56                          |
| 15                                | 増減なし                        | オランダ                        | 060.02                          |
| 16                                | 増減なし                        | フィジー                        | 059.14                          |
| 17                                | 増減なし                        | 香港                            | 056.20                          |
| 18                                | 増減なし                        | カザフスタン                    | 055.23                          |
| 19                                | 増減なし                        | ロシア                          | 055.10                          |
| 20                                | 増減なし                        | スウェーデン                    | 049.72                          |
| *前週からの変動                   |                                 |                                 |                                 |

ワールドラグビーは、2016年から女子のランキングも発表している。